# Lieu historique national de Grand-Pré
Lieu historique national de Grand-Pré (franska, ungefär nationella historiska platsen Grand-Pré) eller Grand-Pré National Historic Site (engelska) är en park skapad till minne av Grand-Pré-området i Nova Scotia i Kanada som ett centrum för det franska kolonialområdet Akadien från 1682 till 1755, och den stora utdrivningen av akadierna som gjordes mellan 1755 och 1762. Den ursprungliga byn Grand Pré sträckte sig fyra kilometer längs bergsryggen mellan dagens Wolfville och Hortonville (där det brittiska fortet Fort Vieux Logis låg). Tillsammans med de angränsande våtmarkerna fick området status som Rural Historic District av Kanadas regering 1995.

## Bosättningen Grand-Pré
Grand-Pré (franska för stora ängen) ligger vid kusten i Minas Basin, ett område med tidvattenvåtmark, första gången bosatt omkring 1680 av Pierre Melanson dit La Verdure, hans fru Marguerite Mius d'Entremont och deras fem små barn. De kom från närliggande Port-Royal som var den första koloniala huvudstaden i Akadien (Acadie på franska).
Pierre Melanson och akadierna som följde med honom till Grand-Pré byggde vallar för att hålla tillbaka tidvattnet längs Minas Basin. De skapade rikliga betesmarker för sina djur och bördiga fält för sina grödor. Grand-Pré blev Akadiens brödkorg och växte snart sig större än Port-Royal och i mitten av 1700-talet var Grand-Pré det största av de akadiska samhällena kring Bay of Fundy och Nova Scotias kustlinje.

## Drottning Annas krig
Under drottning Annas krig skedde räden mot Grand Pré (1704) och major Benjamin Church lät bränna ner hela samhället. Efter kriget blev, 1713, delar av Akadien Nova Scotia och Port-Royal, nu kallat Annapolis Royal, blev dess huvudstad. Istället för att lämna området valde akadierna att nu leva under brittiskt styre. De ombads dock att svära en trohetshed till den brittiska kronan. Denna trohetsed blev en tvistefråga för de kommande 40 åren. Många signerade en allmän ed 1730 under premissen att de aldrig skulle behöva ta till vapen mot fransmännen.

## Kung Georgs krig
Allt ändrades 1744 när England och Frankrike förklarade krig mot varandra. Under kung Georgs krig försökte fransmän från Québec och Louisbourgs fästning att återta Akadien. Attacker och motattacker avlöste varandra. Under kriget stod slaget vid Grand-Pré.

## Fader Le Loutres krig

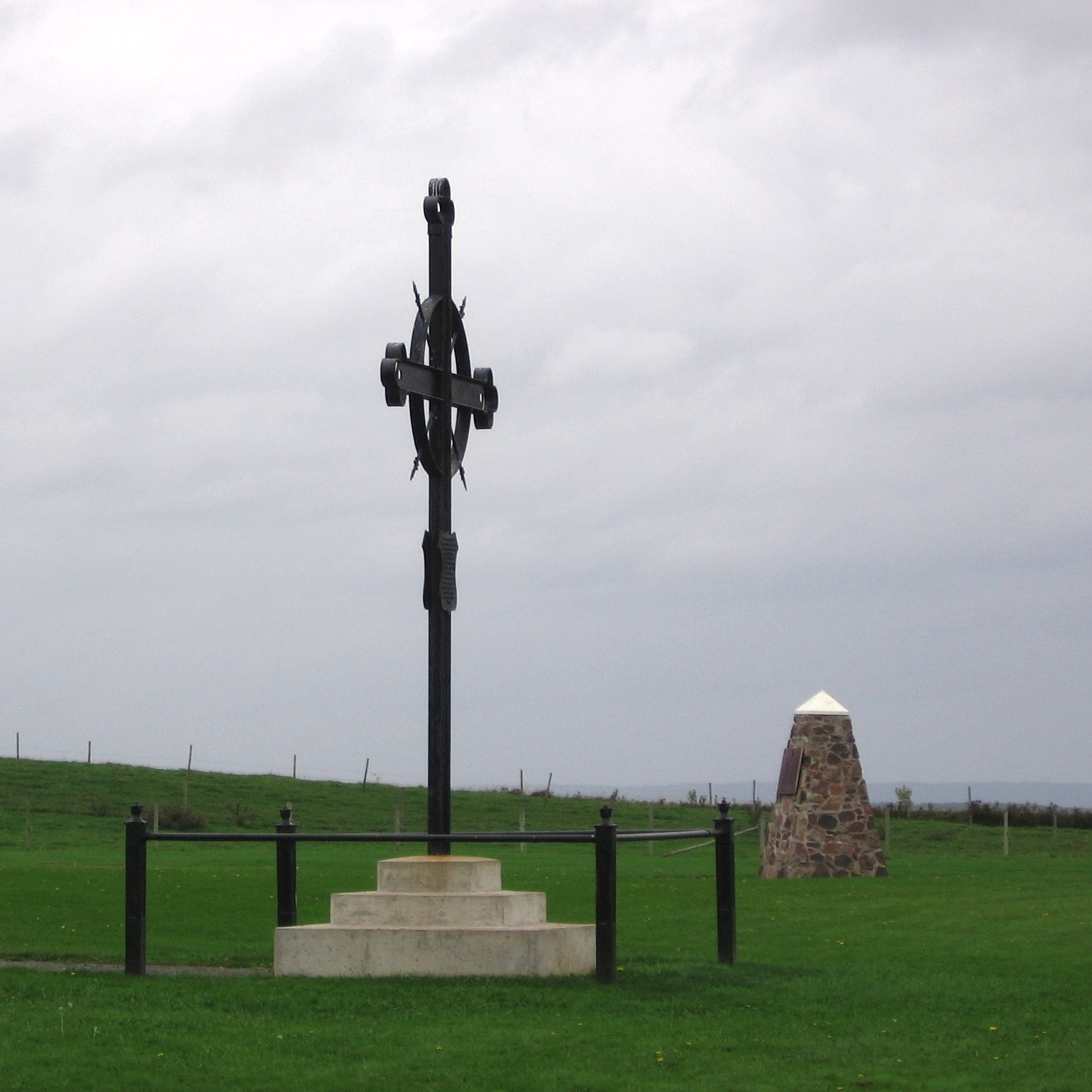
Kors till minne av akadierna i Grand-Pré.

Fader Le Loutres krig började med grundandet av Halifax, som blev den nya kolonihuvudstaden 1749. Kort efter kriget attackerade mi'kmaq det brittiska fortet i Grand-Pré, Fort Vieux Logis, i belägringen av Grand-Pré.

## Fransk-indianska kriget
Britterna belägrade Port Royal 1710. De kommande fyrtiofem åren vägrade akadierna att signera en ovillkorlig trohetshed till britterna. Under denna tidsperiod deltog akadier i olika militära operationer mot britterna och upprätthöll nödvändiga förnödenhetstransporter till den franska fästningen i Louisbourg och Fort Beauséjour. Under fransk-indianska kriget försökte britterna neutralisera de militära hot akadierna stod för och avbryta förnödenhetslinjerna till Louisbourg genom att deportera akadier från Akadien.
Under utdrivningen av akadierna (1755), under Fälttåget mot Bay of Fundy (1755), konfiskerades akadiernas båtar och vapen i Minasområdet. Franska Fort Beauséjour intogs. Akadiska delegater, i Halifax för att presentera en petition, tillfångatogs. Den brittiske guvernören Charles Lawrence, som åtrådde den akadiska jordbruksmarken, beslöt sig få den akadiska frågan avgjord en gång för alla. Med hjälp av guvernören William Shirley i Massachusetts inleddes utdrivningen av akadierna. Akadierna skulle drivas ut ur Nova Scotia och skingras bland de brittiska kolonierna i söder, från Massachusetts till Georgia.
Överstelöjtnant John Winslow ankom till Grand-Pré med trupper den 19 augusti 1755 och slog upp sitt högkvarter i kyrkan. Männen och pojkarna i området blev beordrade att inställa sig där den 5 september. Winslow informerade dem att allt utom deras personliga tillhörigheter skulle förfaras till Kronan och att de och deras familjer skulle deporteras så snart skepp anlände för att ta dem därifrån. Vid samma tid informerades den närliggande byn Pisiguit detsamma vid Fort Edward. 
Innan året var slut hade över 6 000 akadier deporterats, inte bara från området Minas Basin utan från hela Nova Scotias och New Brunswicks fastland. Byarna brändes ner till grunden. Tusentals fler skulle komma att bli deporterade i den andra vågen av utdrivningar, vilken omfattade deporterandet av akadier från Kap Bretonön och Prince Edward Island (1758). Deportationen fortsatte till dess att England och Frankrike slöt fred 1763. Totalt deporterades 12 000 akadier, hälften av dem dog i drunkningar, svält, under fångenskap och av kyla.

## Evangeline
När dikten Evangeline av Henry Wadsworth Longfellow publicerades i USA 1847 fick den engelskspråkiga världen ta emot berättelsen om deportationen och le Grand Dérangement, det stora uppbrottet. Grand-Pré, bortglömt i nära ett århundrade, blev ett populärt besöksmål för amerikanska turister som ville besöka födelseplatsen för Evangeline, som gett inspiration till dikten. Men inget fanns kvar av den ursprungliga byn förutom vallarna och en rad pilträd. Det finns en byst av Longfellow på platsen gjord av Thomas Brock.

## Bevarande av platsen

### John Frederic Herbin
1907 köpte poeten, historikern och juveleraren John Frederic Herbin, vars mor var akadier, landområdet i tron att det var platsen för Saint-Charles kyrka så att den skulle skyddas. Året efter beslutade Nova Scotias lagstiftande församling att anta en lag att inkorporera Trustees of the Grand-Pré Historic Grounds för att förvalta platsen. Herbin lät uppföra ett stenkors för att markera gravplatsen och använde stenar från det han trodde var akadiska grunder.  

### Dominion Atlantic Railway
Herbin sålde egendomen till Dominion Atlantic Railway 1917 under villkoret att akadier skulle vara involverade i dess bevarande. Akadisk historia hade redan blivit en stapelvara för turisttrafiken på järnvägen Dominion Atlantic och Grand-Pré låg intill järnvägens huvudlinje. Järnvägsbolaget gjorde betydande investeringar för att utveckla parken och främja historien och kunskapen om akadierna. Omfattande trädgårdar planterades och ett litet museum öppnades. 1920 reste Dominion Atlantic en staty av Evangeline utformad av den kanadensiske skulptören Louis-Philippe Hébert och, efter hans död, slutförd av hans son Henri. Järnvägsbolaget stod sedan för markberedningen och grunder skapades för att bygga en minneskyrka i Grand-Pré. Byggandet påbörjades våren 1922 och exteriören var klar i november samma år. Kyrkans interiör var klar 1930, 175 år efter av deportationen, och kyrkan öppnades som ett museum.

### Parks Canada
När järnvägsturismen minskade efter statsunderstödda vägbyggen sålde Dominion Atlantic parken till Kanadas federala regering 1957. Parks Canada tog över skötseln av parken. 1961 fick parken status som National Historic Site. Parkens besökscentrum visar utställningar om Grand-Prés historia och Akadien. En videopresentation visar berättelsen om den akadiska deportationen. 2004 satte Kanada upp Grand-Pré på sin tentativa världsarvslista.

## Arkeologi
På platsen pågår arkeologiska utgrävningar finansierade av St. Mary’s University, Parks Canada och Société Promotion Grand-Pré. Utgrävningar har gjorts av Parks Canada sedan 1971, men under tio år[när?] har finansiärerna drivit en fältskola, under vilken arkeologer har identifierat kyrkogården från den akadiska perioden, källaren till ett akadiskt hus alldeles öster om minneskyrkan samt har genomfört testutgrävningar inom området för att leta efter den ursprungliga församlingskyrkan, St-Charles-des-Mines. Akadiska artefakter som har avtäckts omfattar fragment av keramik från Saintonge, naglar, vinglas, fönsterglas, ett franskt silvermynt från 1711, skedar, spännen, lerpipor m m. Det verkar också finnas bevis på att New Englands trupper varit där liksom betydande bevis på New Englandsodlingar som började 1760.